# Nørre Herlev Kirke
Nørre Herlev Kirke er en kirke i Nørre Herlev Sogn, Hillerød Kommune.
Kirkens orgel er fra 1963 og blev udvidet og omdisponeret i 2005.

## Eksterne kilder og henvisninger
- Nørre Herlev Kirke hos KortTilKirken.dk
- Nørre Herlev Kirke hos danmarkskirker.natmus.dk (Danmarks Kirker, Nationalmuseet)